# Monna Vanna
Pour les articles homonymes, voir Monna Vanna (homonymie).

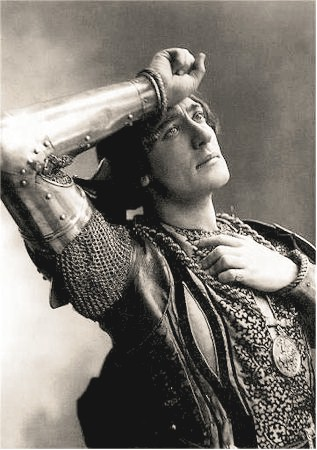
Vanni-Marcoux dans le rôle de Guido Colonna

Monna Vanna est un drame en trois actes de Maurice Maeterlinck créé le 17 mai 1902 au théâtre de L’Œuvre (scène du Nouveau Théâtre) par Lugné Poe, avec Jean Froment dans le rôle de Guido Colonna et Lugné Poe dans celui de Marco Colonna. À partir de cette pièce, Henry Février a créé un drame lyrique en quatre actes et cinq tableaux, représenté le 13 janvier 1909 à l'Opéra de Paris. Le quatrième acte prolonge l'action et la rend davantage compréhensible. La pièce sera reprise à la Comédie-Française le samedi 22 décembre 1923.

## Distribution de la création
| Rôle                                           | Registre | Le 13 janvier 1909   |
| ---------------------------------------------- | -------- | -------------------- |
| Giovanna (Monna Vanna), Femme de Guido Colonna | soprano  | Lucienne Bréval      |
| Guido Colonna, commandant de la garde à Pise   | basse    | Vanni-Marcoux        |
| Marco Colonna, père de Guido                   | baryton  | Jean-François Delmas |
| Prinzivalle, général florentin                 | ténor    | Lucien Muratore      |
| Trivulzio, ambassadeur florentin               | basse    | Joachim Cerdan       |
| Borso, lieutenant de Guido                     |          | Conguet              |
| Torello, lieutenant de Guido                   |          | Triadou              |
| Vedio, secrétaire de Prinzivalle               | ténor    | Georges Nansen       |
| Nobles, Soldats, Paysans, etc.                 | chœurs   |                      |